# Bartolomeo II Martinengo

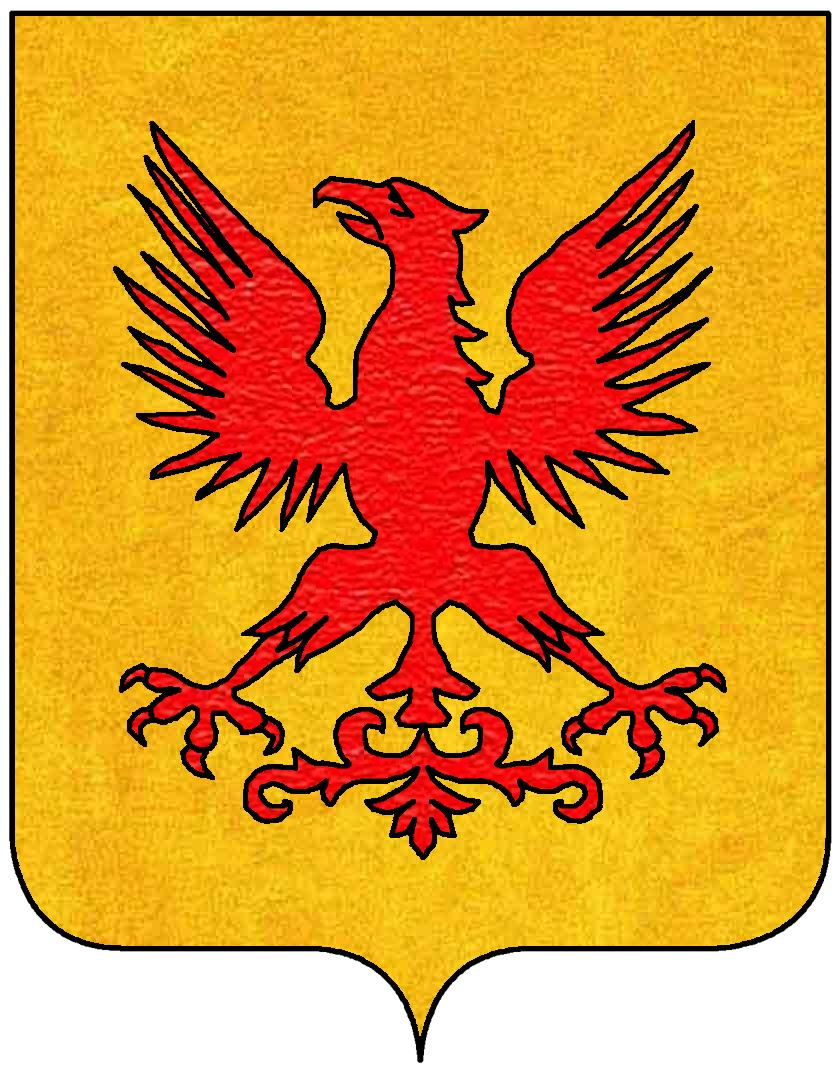
Stemma dei Martinengo

Bartolomeo Martinengo di Villagana (1425 – Brescia, 1471) è stato un nobile italiano.

## Biografia
Figlio di Bartolomeo I Martinengo, alla morte del quale la Repubblica di Venezia decise di dare in premio il territorio di Villachiara e con titolo ereditario.
Nel 1449 Bartolomeo II acquisto le proprietà di Ventura de Oldradis e successivamente 10 anni dopo acquisto anche le proprietà appartenenti alla famiglia Gritti, diventando così proprietario unico del feudo di Villagana.
Bartolomeo II sposò Agnolina Avogadro, appartenente alla nobile famiglia bresciana degli Avogadro. Dal matrimonio non ebbe figli, ma ebbe un figlio naturale, Vittore I nato da una relazione con la sorella di un suo compagno d'armi.
Muore nel 1471 a Brescia, probabilmente presso il palazzo Martinengo in contrada delle Cossere, lasciò parte dei suoi beni al duomo di Brescia, ed al figlio Vittore I al quale ordina di ampliare e ricostruire la chiesa di Santa Chiara a Villanuova e di erigere nella chiesa di San Francesco a Brescia una tomba per la famiglia.